# Hamminkeln
Hamminkeln település Németországban, azon belül Észak-Rajna-Vesztfália tartományban. Lakosainak száma 27 450 fő (2023. december 31.). Hamminkeln Hünxe, Schermbeck, Isselburg és Bocholt községekkel határos.

## Népesség
A település népességének változása:
| Lakosok száma | 19 453 | 26 709 | 26 739 | 26 900 | 27 248 | 27 450 |
|               | 1975   | 2017   | 2019   | 2021   | 2022   | 2023   |